# Jani Virk
Jani Virk, slovenski pisatelj, pesnik, prevajalec, urednik, dramaturg, germanist, * 4. marec 1962, Ljubljana. 

## Življenje
Jani Virk se je rodil 4. marca 1962 v Ljubljani. Njegov starejši brat je Tomo Virk. Obiskoval je športno gimnazijo v Škofji Loki, v mladosti je bil državni reprezentant v alpskem smučanju. Leta 1988 je diplomiral iz nemškega jezika in primerjalne književnosti na Filozofski fakulteti v Ljubljani. Med letoma 1985 in 1991 je imel status samozaposlenega v kulturi, preživljal se je tudi s fizičnimi deli v Chicagu, Londonu in Düsseldorfu, kasneje tudi kot smučarski trener. 1988/89 je bil prvi glavni urednik samostojne revije Literatura, nato je bil glavni urednik časnika Slovenec, kasneje pa se je zaposlil na RTV Slovenija, kjer je bil najprej urednik kulturnih oddaj, od leta 1997 urednik dokumentarnih oddaj, v.d. direktorja TVS, od leta 2005 pa odgovorni urednik kulturnih in umetniških programov. Je avtor številnih dokumentarnih oddaj in scenarist filma Vaški učitelj. Leta 2014 je opravil doktorat iz germanistike na Filozofski fakulteti v Ljubljani. Zadnjih nekaj let je urednik Igranega programa na TVS.

## Delo
Jani Virk piše v duhu psihološkega realizma s prvinami družbene kritike. Osrednje teme njegovih del so vprašanja Boga, ljubezni in nedoumljivosti vesolja; pogosto so med seboj tesno prepletene in sestavljajo enovit tematski sklop, ki nakazuje predvsem na razsežnost človekovega bivanja. 
Motive za ustvarjanje jemlje iz zgodovinske tematike, pogosto z avtobiografskimi podlagami, obenem pa z namenom ponazoriti s to tematiko pomembne bivanjske in etične teme.
Njegova literarna dela so prevedena v angleščino, francoščino, hrvaščino, srbščino, nemščino, poljščino in španščino.

### Zbirke novel in kratkih zgodb
- Preskok, Mladinska knjiga, Ljubljana, 1987 (COBISS)
- Vrata in druge zgodbe, Mladinska knjiga, Ljubljana, 1991 (COBISS)
- Moški nad prepadom, založba Mihelač, 1994 (COBISS)
- Pogled na Tycho Brahe, Beletrina, Ljubljana, 1998 (COBISS)
- Med drevesi, Beletrina, Ljubljana, 2016 (COBISS)
- Metulj v jantarju, Mladinska knjiga (zbirka Kondor), Ljubljana, 2023 (COBISS)

### Pesniška zbirka
- Tečeva čez polje, Aleph, Ljubljana, 1990 (COBISS)

### Zbirka esejev
- Na robu resničnosti, Mihelač, Ljubljana, 1992 (COBISS)

### Romani
- Rahela, Prešernova družba, Ljubljana, 1989 (COBISS)
- 1895, potres: kronika nenadejane ljubezni, Mihelač, Ljubljana, 1995 (COBISS)
- Zadnja Sergijeva skušnjava, Mladinska knjiga, Ljubljana, 1996 (COBISS)
- Smeh za leseno pregrado, Študentska založba, Ljubljana, 2000 (COBISS)
- Aritmija, Mladinska knjiga, Ljubljana, 2004 (COBISS)
- Ljubezen v zraku, Študentska založba, Ljubljana, 2009 (COBISS)
- Kar je odnesla reka, kar je odnesel dim, Študentska založba, Ljubljana, 2012 (COBISS)
- Brez imena, Mladinska knjiga, Ljubljana, 2018 (COBISS)
- Jaka in Vane: zgodba iz osemdesetih, Beletrina, Ljubljana, 2021 (COBISS)
- Vrnitev domov, Goga, Ljubljana, 2023 (COBISS)

### Dela za mladino
- Regata, 1995 (v hrvaščini) (COBISS)
- Poletje na snegu, 2003 (COBISS)

### Študije
- Parzival še išče gral?, Lud Literatura, Ljubljana, 2015 (COBISS)

### Antologije
- Rošlin in Verjanko ali Odlagani opravek slovenstva, Književna mladina Slovenije, Ljubljana, 1987 (COBISS)
- Contemporary Slovene short stories, Slovenski center PEN, Ljubljana, 1991 (COBISS)
- The day Tito died:contemporary Slovenian short stories, 1993 (COBISS)
- Vilenica Desetnica 1986 – 1995, 1995 (COBISS)
- Nouvelles Slovenes, 1996 (COBISS)
- Čas kratke zgodbe, 1998 (COBISS)
- Antologija novije slovenske pripovijetke, 2001 (COBISS)
- Die Zeit der kurzen Geschichte,2001  (COBISS)
- Poletje v zgodbi, 2002 (COBISS)
- Krunski svedoci, 2002 (COBISS)
- Slovenska kratka erotična proza, 2002 (COBISS)
- Vně hranic, 2002 (COBISS)
- The key witnesses, 2003 (COBISS)
- Promlky času, 2003 (COBISS)

### Prevodi
- Sergijs letzte Versuchung, prevod Fabjan Hafner, 1988 (COBISS)
- Contemporary Slovene short stories: Drago Jančar, Branko Gradišnik, Uroš Kalčič, Jani Virk, Andrej Blatnik, 1991 (COBISS)
- Regata, prevod Josip Osti, 1995, (COBISS)
- Nouvelles slovènes. Lojze Kovacic, Drago Jancar, Jani Virk, Andrej Blatnik, Lela B. Njatin, 1996 (COBISS)
- Vista al Tycho Brahe, prevod Marjeta Drobnič, 2005 (COBISS)
- Pogled na Tycho Brahe, Disput, Zagreb, 2007
- Śmiech za drewnianą przegrodą, prevod Joanna Pomorska, 2007 (COBISS)
- Poslednje Sergijevo iskušenje, Arhipelag, Beograd, 2010
- Lo que se llevó el rió, lo que se llevó el humo, prevod Florencia Ferre, 2012
- Ljubav v zraku, prevod Irena Skrt, Meandar, Zagreb, 2014
- The last temptation of Sergij, prevod Tom Priestly, 2016
- Ljubav u vazduhu, prevod Ana Ristović, Arhipelag, Beograd, 2021

## Nagrade
- 1987, Nagrada revije Literatura za novelo Človek, ki je nehal govoriti
- 1988, Nagrada zlata ptica za zbirko Preskok
- 1999, Nagrada Prešernovega sklada za zbirko Pogled na Tycho Brache
- 1995, Nagrada za scenarij, festival tv. Blatno jezero, scenarij za film Vaški učitelj
- 1995, Prix Europa, nominacija med 5, scenarij za film Vaški učitelj
- 2018, Župančičeva nagrada za zbirko Med drevesi